# Лани (Опольське воєводство)
Лани (пол. Łany) — село в Польщі, у гміні Цисек Кендзежинсько-Козельського повіту Опольського воєводства.
Населення — 682 особи (2011).

## Демографія
Демографічна структура станом на 31 березня 2011 року:
|          | Загалом | Допрацездатний вік | Працездатний вік | Постпрацездатний вік |
| -------- | ------- | ------------------ | ---------------- | -------------------- |
| Чоловіки | 323     | 61                 | 217              | 45                   |
| Жінки    | 359     | 50                 | 220              | 89                   |
| Разом    | 682     | 111                | 437              | 134                  |